# Логанова
Логанова — деревня в Боханском районе Иркутской области России. Входит в состав муниципального образования «Казачье».

## География
Деревня находится на расстоянии 17 км к северо-западу от посёлка Бохан, административного центра района.

## Население
| 2002 | 2010 | 2011 | 2012 |
| ---- | ---- | ---- | ---- |
| 215  | ↘178 | →178 | →178 |

### Половой состав
По данным Всероссийской переписи, в 2010 году в деревне проживало 178 человек (80 мужчин и 98 женщин).